# Macropsis kanongensis
Macropsis kanongensis är en insektsart som beskrevs av Evans 1955. Macropsis kanongensis ingår i släktet Macropsis och familjen dvärgstritar. Inga underarter finns listade i Catalogue of Life.